# Napomyza elegans
Napomyza elegans este o specie de muște din genul Napomyza, familia Agromyzidae, descrisă de Johann Wilhelm Meigen în anul 1830.
Este endemică în Germania. Conform Catalogue of Life specia Napomyza elegans nu are subspecii cunoscute.